# David Brown (azienda)
La David Brown Engineering Limited è un costruttore britannico di trasmissioni ad ingranaggi e macchine varie. Lo stabilimento maggiore si trova sulla Swan Lane, Lockwood, Huddersfield, vicino alla stazione ferroviaria di Lockwood. Il fondatore David Brown è noto anche per la parentela come nonno di Sir David Brown.

## Storia
Fondata nel 1860, dal 1873 la David Brown si concentrò nella produzione di ingranaggi, specializzandosi nel 1898 come produttrice di macchine per ingranaggeria. Nel 1902 l'azienda fu spostata a Park Works, Huddersfield, dove si trova ancora oggi. Quando David Brown morì nel 1903, i suoi figli Percy e Frank presero la direzione dell'azienda. Nel 1913 venne fatta una joint venture negli Stati Uniti con la Timken per produrre unità di sterzo con ingranaggi a vite senza fine. Con la fine della prima guerra mondiale i dipendenti passarono da 200 a 1000, dovuti all'espansione dell'azienda nella produzione di sistemi di propulsione per navi da guerra, e sistemi di guida per armamenti vari. Nel 1921 l'azienda divenne il più grande produttore al mondo di ingranaggi a vite senza fine.
Nel 1930 fu acquisita la P.R. Jackson Ltd, altro produttore locale di ingranaggi e relativa fonderia. Il figlio maggiore di Percy Brown (Sir David Brown) divenne direttore generale alla morte del padre nel 1931, mentre Frank divenne presidente. L'azienda all'epoca fece un altro accordo con la "Richardson Gears" (Pty) Ltd di Footscray, presso Victoria, nel 1934. Nello stesso anno venne creato un nuovo stabilimento a Meltham, a sud di Huddersfield. Brown iniziò qui la costruzione di trattori assieme a Harry Ferguson nel 1936.
L'azienda ottenne un brevetto nel 1935 per la trasmissione di carri armati mediante l'uso di un sistema di sterzo a controllo differenziale, noto come Merritt-Brown. Il primo veicolo ad usare tale sistema fu l'Mk IV Churchill, poi il Centurion, il Conqueror e infine usato dal A39 Tortoise.

### Trattori
L'azienda, in associazione con Harry Ferguson, nel 1936 costruì il primo trattore Ferguson-Brown. La David Brown divenne poi uno dei maggiori costruttori di trattori del secondo dopoguerra. 
L'azienda in questo settore fece da apripista anticipando soluzioni innovative che altri costruttori seguirono successivamente, come l'utilizzo di leghe leggere d'alluminio per molti componenti, più leggeri ma anche più soggetti a rottura. La Ferguson-Brown usò un motore Coventry Climax per i primi 350 trattori di produzione. Brown sviluppò successivamente un motore in proprio. La produzione totale di trattori fu di 1350 + 1 ricavato da pezzi di ricambio presenti in azienda alla fine della collaborazione Ferguson-Brown,nel 1940.

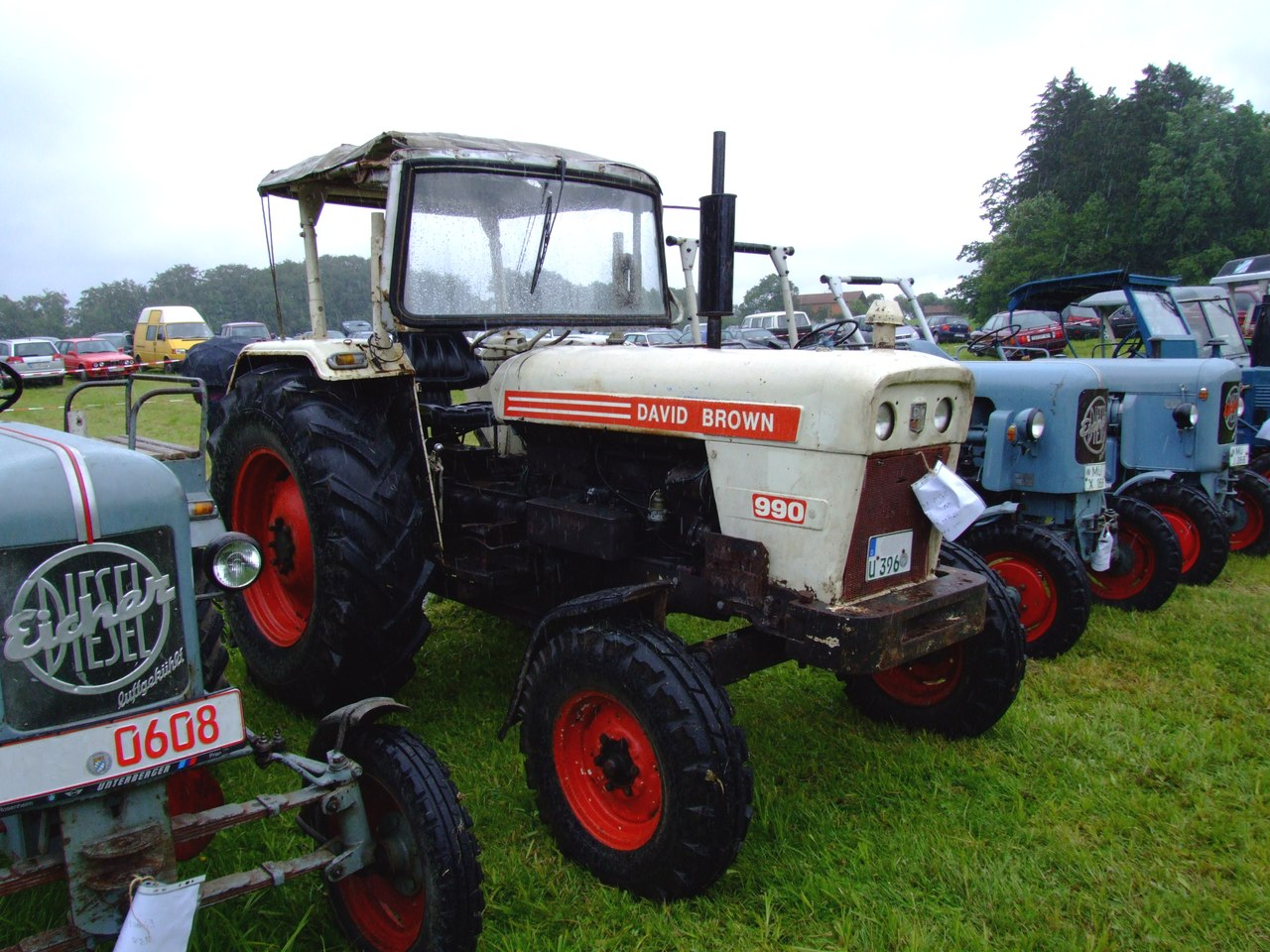
David Brown 990 GAF 54PS, 1969

Brown e Ferguson entrarono in disaccordo sui dettagli di progetto sul finire degli anni trenta, sicché David Brown pensò di disegnare un trattore in segreto, il VAK1. Questo fu lanciato nel 1939 al Royal Show. Ferguson sciolse la società e si unì a Henry Ford nel 1938, dopo una stretta di mano come contratto, per l'utilizzo dell'attacco a tre punti Ferguson, da usare sui Fordson Serie N. L'accordo terminò nel 1947 e Ferguson rifondò la propria azienda Ferguson Tractor nel 1948.
Durante la seconda guerra mondiale il nuovo trattore Brown VAK1 fu prodotto in oltre 7.700 unità. Brown costruì anche veicoli trasportatori per il caricamento di bombe sui velivoli della Royal Air Force. Nel 1942 Brown iniziò la produzione del DB4 per il genio dell'esercito come traccialinee, risolvendo alcuni problemi avuti con il VTK, e raggirando l'embargo dovuto a macchinari importati per uso militare. Il motore del DB4 fu un 38HP Dorman a gasolio con cambio a 5 rapporti. Nel 1950 il DB4 venne sostituito dal "Trackmaster 30".

Trattori Trackmaster
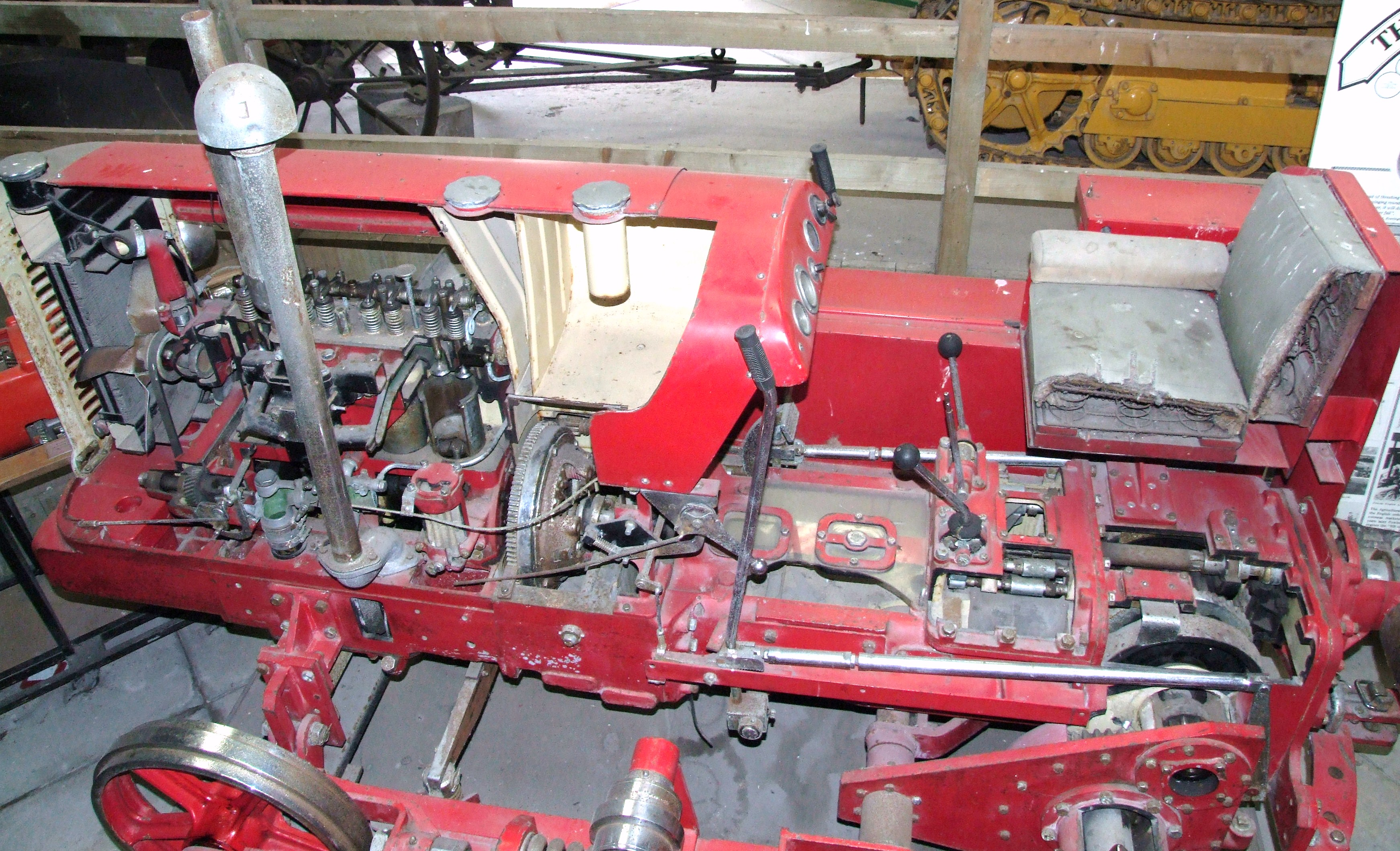
Vista laterale di uno spaccato di un "30T Trackmaster" del 1953
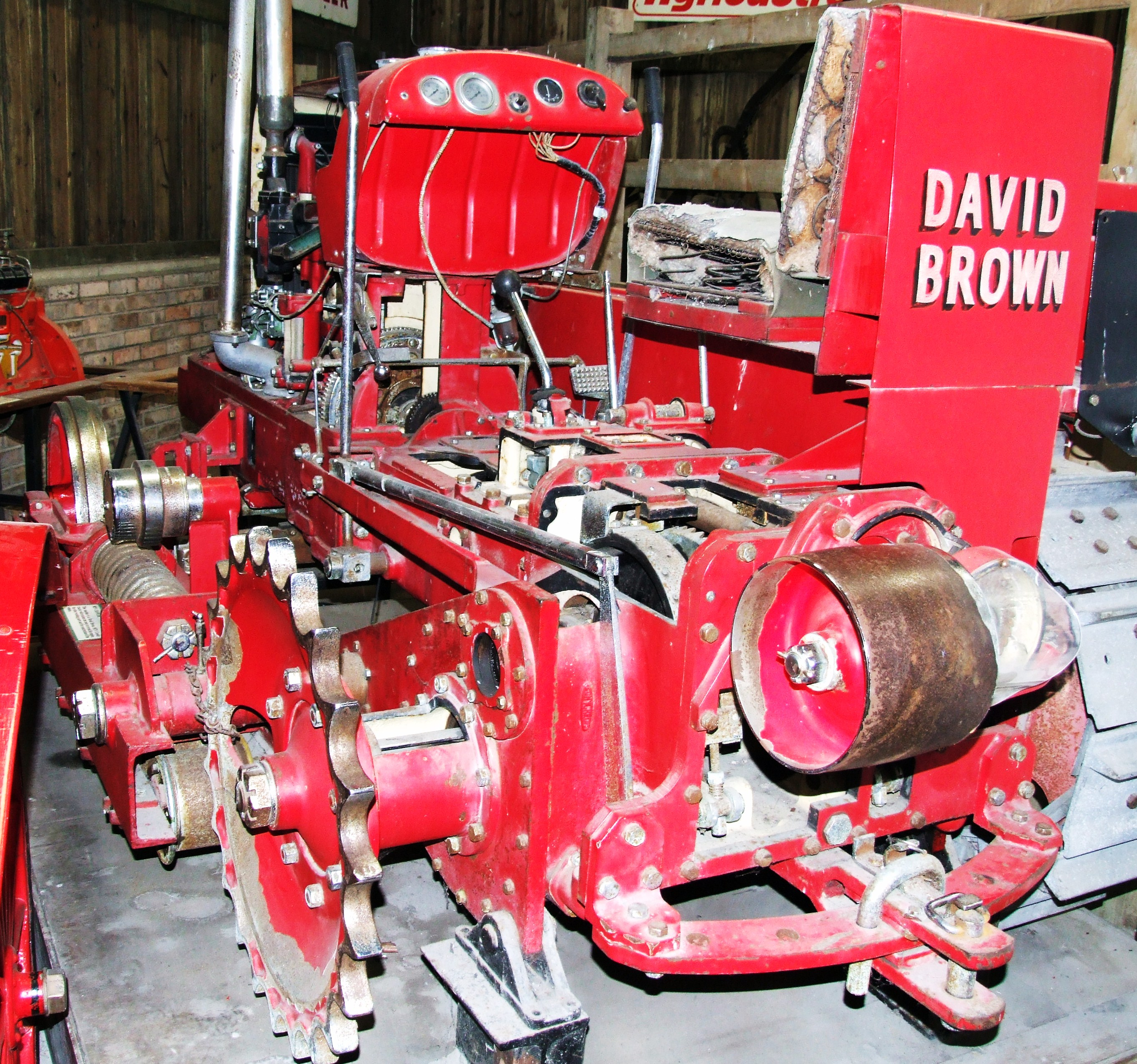
Vista posteriore di un "30T Trackmaster" del 1953

La divisione trattori acquisì nel dopoguerra l'azienda del Lancashire "Harrison, McGregor & Guest Ltd" che all'epoca produceva macchine agricole con il marchio "Albion". Dopo l'acquisizione il logo dell'azienda cambiò per ospitare la rosa bianca dello Yorkshire e la rosa rossa del Lancashire. La divisione trattori della Brown arrivò ad avere dieci sussidiarie nel mondo e l'export salì fino all'80% della produzione, con 2.508 agenti di vendita in 100 paesi.

### Automobili David Brown
Nel 1947, Brown vide un annuncio sul The Times, dove offrivano la vendita di un business in ambito motoristico di lusso. Brown acquistò la Aston Martin per 20.500 sterline e l'anno successivo la Lagonda per 52.500, seguite dalla Tickford nel 1955. Tickford era la carrozzeria maggiormente usata da Aston Martin-Lagonda. La Aston Martin venne trasferita presso la carrozzeria Tickford di Newport Pagnell. Il sito produttivo era in Tickford Street (sede che rimase tale fino all'arrivo, decenni dopo, della proprietà Ford che spostò la produzione della DB7 a Bloxham e poi a Gaydon per la DB9 e DBS). In quel periodo venne creata la serie DB dalle iniziali di David Brown.
La Aston Martin e la Lagonda vennero successivamente acquistate nel 1972 dalla Company Developments Limited, per 100 sterline, a causa dell'insolvenza della Aston Martin. Il nome della carrozzeria Tickford scomparve tra la fine degli anni cinquanta e il 1981.

Convertible per David Brown
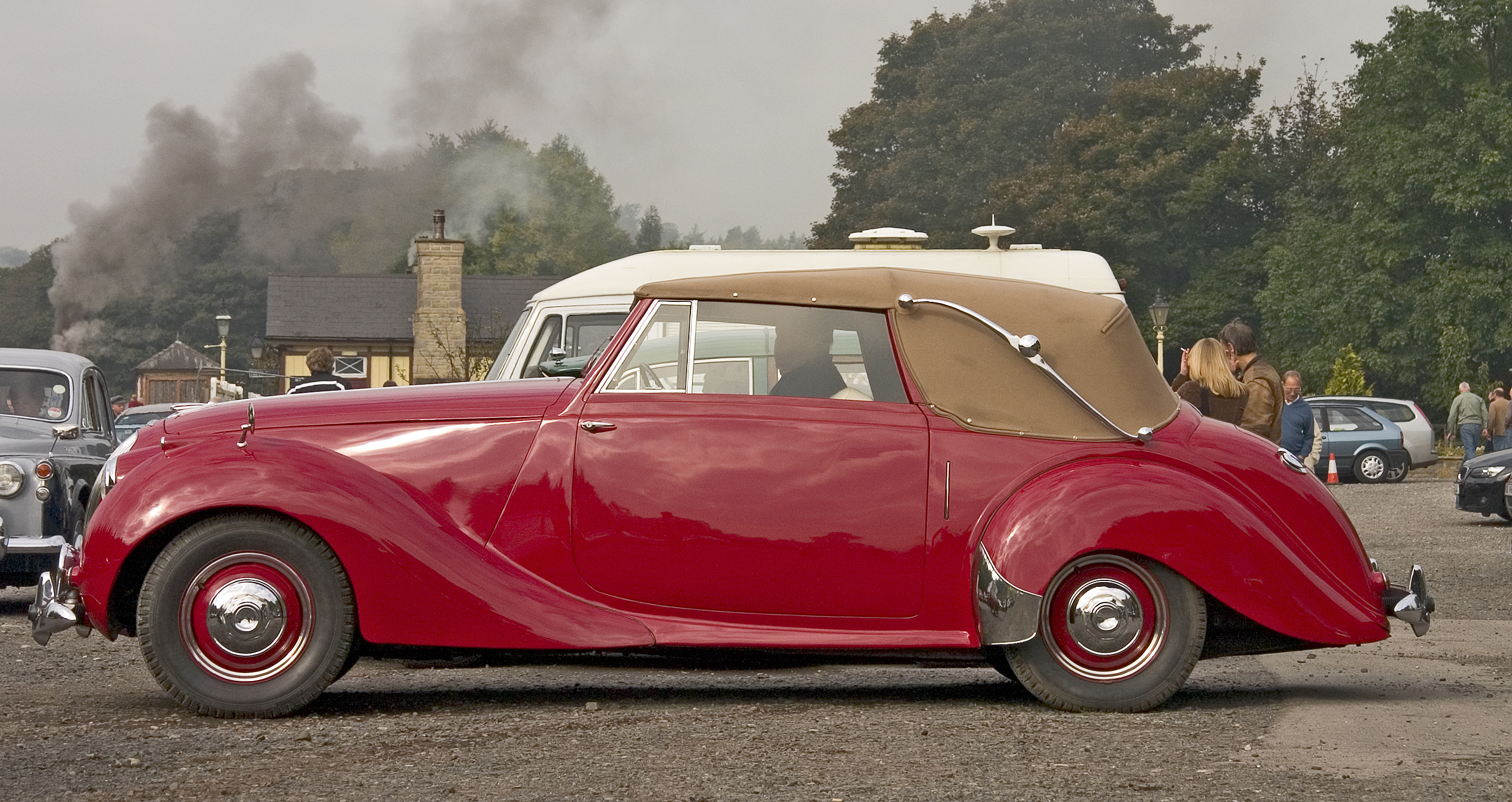
Una Lagonda di 2,6 litri, carrozzeria Tickford
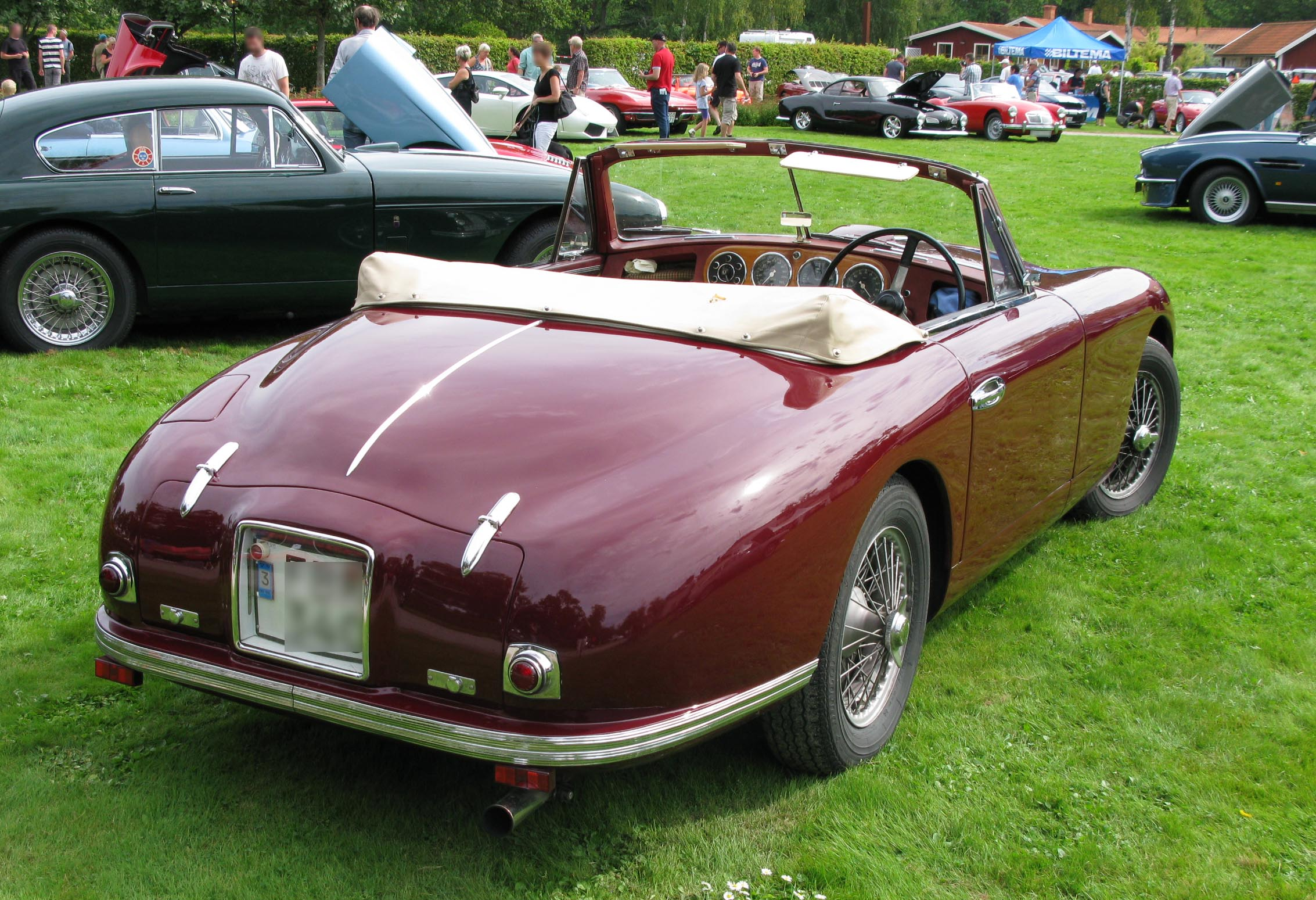
Un'Aston Martin di 2,6 litri, carrozzeria Tickford

## Ristrutturazione
Nel 1972 la divisione trattori della David Brown fu venduta alla statunitense Tenneco, già proprietaria della Case Corporation. La vendita fu dovuta a costi sempre più alti nella ricerca e sviluppo per adeguamenti a normative tecniche e di legge oltre che ad una minore richiesta da parte del mercato.
Nel 1990, la famiglia Brown dispose al management di rendere l'azienda pubblica e nel 1993 venne quotata in borsa. La David Brown fu quindi acquisita dalla Textron nell'ottobre 1998.
L'azienda di nome David Brown Engineering Ltd., con sede a Huddersfield, produce trasmissioni pesanti per veicoli da trasporto, difesa, ferroviari e applicazioni marine, come la trasmissione del carro armato Challenger 2 e dello statunitense Bradley Fighting Vehicle. In ambito ferroviario la David Brown China produce presso la Jiangsu Shinri David Brown Gear Systems a Changzhou.
Nel settembre 2008 i cespiti rimanenti a nome David Brown e le sue divisioni, fra cui la David Brown Hydraulics di Poole, la svizzera Maag Pumps e la statunitense Union Pumps, sono stati acquistati dalla scozzese Clyde Blowers, di proprietà di Jim McColl, a cui appartiene anche la Textron, per un totale di 368 milioni di sterline.

## ModelliDavid Brown
- VAK1 – 1939–45
- VTK1 & VIG1 – 1941–49
- VAK1A – 1945–47
- VAK1C Cropmaster – 1947–54
- DB4 – 1942–49 (110 esemplari)
- Taskmaster – 1948–65
- 50TD Trackmaster – 1950–63
- 30TD Trackmaster – 1953– ?
- DB25 & DB30 – 1953–58
- VAD 50D – 1953–59
- 900 serie 1955–57
- VAD 12 2D – 1956–64
- 950 implematic serie – 1958–61
- 850 implematic serie – 1961–65
- 750 farmatic serie – 19??-??
- 880 implematic serie – 1961–65
- 990 implematic serie – 1961–65
- 770 selectamatic serie – 1965–70
- 880 selectamatic serie – 1965–71
- 990 selectamatic serie – 1965–71
- 1200 selectamatic serie – 1967–71
- 780 selectamatic serie – 1965–71
- 1210 Cambio manuale 1971–1979
- 1212 "Hydra-Shift" 1971–1979
- 885 "Synchromesh" 1971–1979

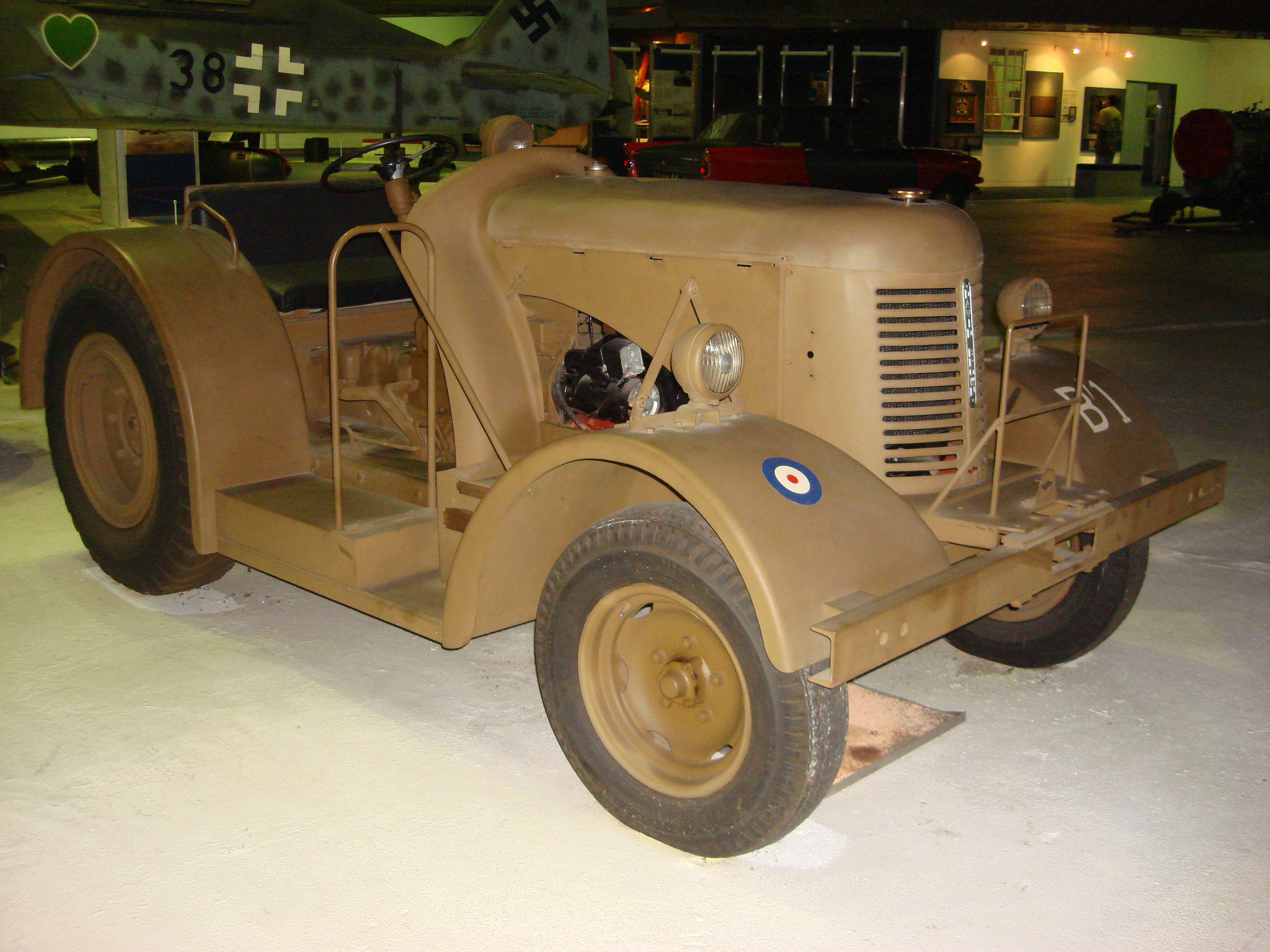
David Brown Mk2 al RAF Museum, Londra

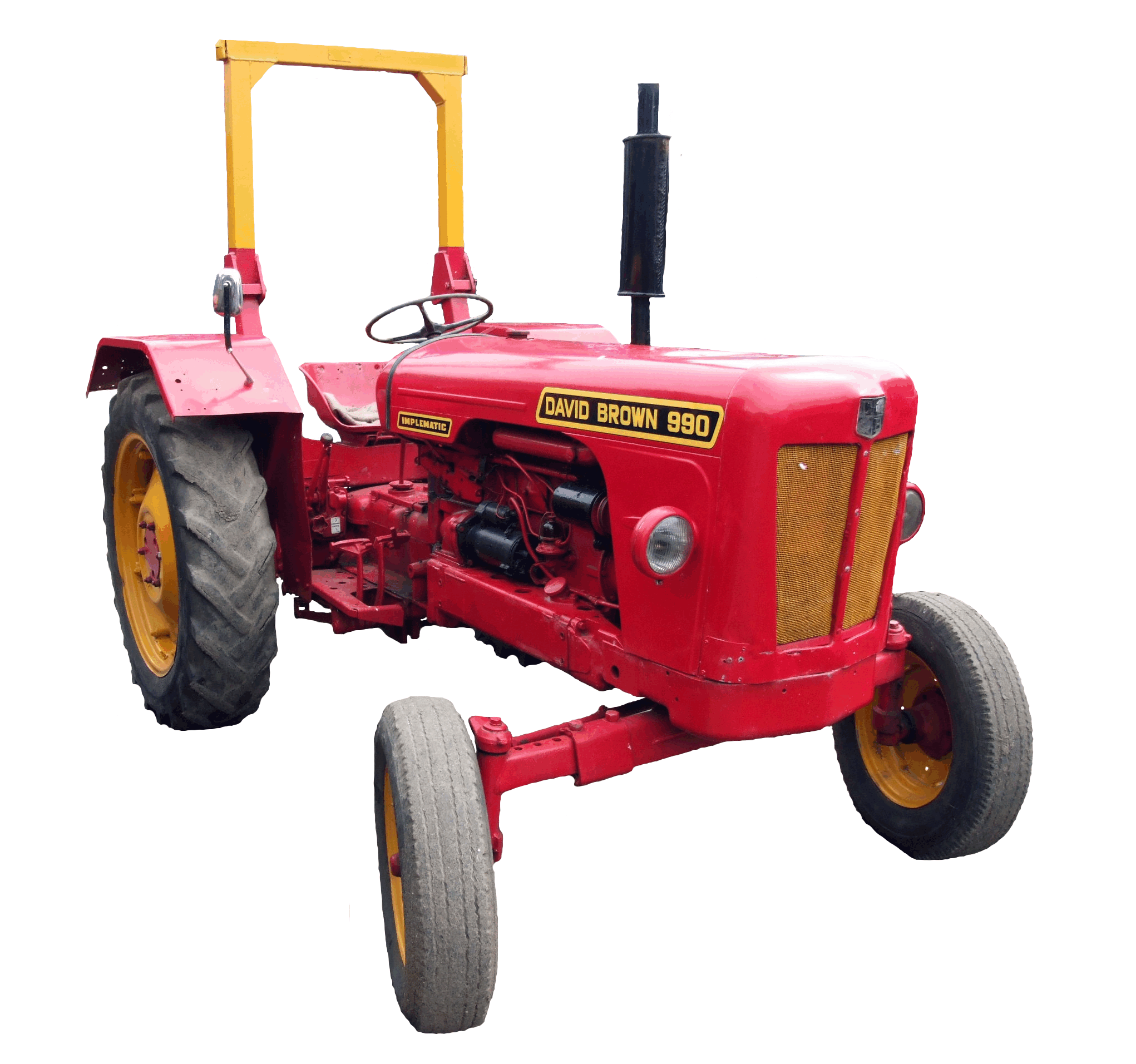
David Brown "990 Implematic Tractor", 1964

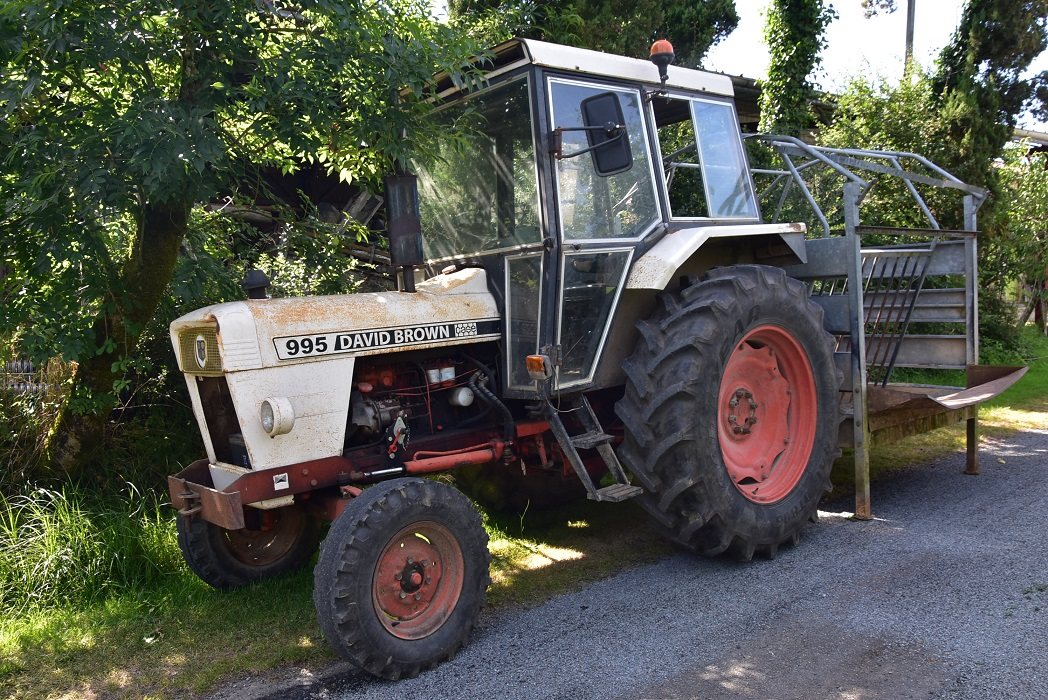
DB 995-Case, Francia

- 990,995,996 "Synchromesh" 1971–1979
- 1410 Cambio manuale, primo motore turbocompresso, 1974–1979
- 1412 "Hydra-Shift" con motore turbocompresso, 1974–1979
- 1190 serie – 1979–83
- 1290 serie – 1979–83
- 1390 serie – 1979–83
- 1490 serie – 1979–83
- 1690 serie – 1979–83
- 1690 Turbo serie – 1979–83
- 1194 serie – 1983–88
- 1294 serie – 1983–88
- 1394 serie – 1983–88
- 1494 serie – 1983–88
- 1594 serie – 1983–88
- 1694 serie – 1983–88

Modelli Export
- 775 "Selectamatic", Germania
- 3800 (780 petrol), America
- 4600 (880 petrol), America
- Oliver 500–600 rimarchiati 850 e 950, America

## Curiosità
Gli ingranaggi e i motori elettrici della David Brown Ltd. e della Brook Crompton Motors di Brockholes sono usati per muovere la BT Tower di Londra.